# Lista siturilor arheologice din județul Constanța - V
Lista siturilor arheologice din județul Constanța - V conține toate siturile arheologice din județul Constanța înscrise în Repertoriul Arheologic Național (RAN) și aflate în localități al căror nume începe cu litera V. RAN este administrat de Ministerul Culturii și Patrimoniului Național și cuprinde date științifice, cartografice, topografice, imagini și planuri, precum și orice alte informații privitoare la zonele cu potențial arheologic, studiate sau nu, încă existente sau dispărute.
Puteți căuta un sit din localitățile care încep cu litera V folosind formularul de mai jos sau puteți naviga prin toate siturile din județ la Lista siturilor arheologice din județul Constanța.
| Cuprins                                                       |
| ------------------------------------------------------------- |
| Top - A B C D E F G H I J K L M N O P Q R S Ș T Ț U V W X Y Z |

| Cod RAN                                  | Denumire | Localitate                                               | Adresă            | Datare                            | Descoperit | Coordonate                                    | Imagine           | Erori            |
| ---------------------------------------- | --- | -------------------------------------------------------- | ----------------- | --------------------------------- | ---------- | --------------------------------------------- | ----------------- | ---------------- |
| 63134.01.01 (Cod LMI: CT-I-m-A-02557.06) | Valul mic de pământ de la Valul lui Traian / ansamblu Valul mic de pământ (Categorie: fortificație) (Tip: Val de pământ)        | sat Valu lui Traian, comuna Valu lui Traian              |                   | sec. VI                           |            | 44°08′20″N 28°27′41″E / 44.13891°N 28.46149°E | Încărcați imagine | Raportați eroare |
| 60874.01.01 (Cod LMI: CT-I-m-A-02557.04) | Valul mic de pământ de la Valea Dacilor / ansamblu Valul mic de pământ (Categorie: fortificație) (Tip: Val de pământ)           | localitate componentă Valea Dacilor, municipiul Medgidia |                   | sec. IV                           |            | 44°11′09″N 28°18′46″E / 44.18586°N 28.3129°E  | Încărcați imagine | Raportați eroare |
| 63134.05.01 (Cod LMI: CT-I-m-A-02558.04) | Valul mare de pământ de la Valu lui Traian / ansamblu Valul mare de pământ (Categorie: fortificație) (Tip: Val de pământ)       | sat Valu lui Traian, comuna Valu lui Traian              |                   | sec. X-XI                         |            | 44°10′53″N 28°28′46″E / 44.18126°N 28.47933°E | Încărcați imagine | Raportați eroare |
| 63134.02.01 (Cod LMI: CT-I-m-A-02559.07) | Valul de piatră de la Valu lui Traian / ansamblu anonim (Categorie: fortificație) (Tip: Val de piatră)                          | sat Valu lui Traian, comuna Valu lui Traian              |                   | sec. X-XI                         |            | 44°09′01″N 28°29′03″E / 44.15039°N 28.48405°E | Încărcați imagine | Raportați eroare |
| 61540.01.01 (Cod LMI: CT-I-m-B-02773.01) | Situl arheologic de la Vadu - "Ghiaur - Chioi" / ansamblu anonim (Categorie: locuire civilă) (Tip: Așezare)                     | sat Vadu, comuna Corbu                                   | Ghiaur - Chioi    | greco-getică sec. VI - IV a. Chr. |            |                                               | Încărcați imagine | Raportați eroare |
| 61540.01.02 (Cod LMI: CT-I-m-B-02773.02) | Situl arheologic de la Vadu - "Ghiaur - Chioi" / ansamblu anonim (Categorie: locuire civilă) (Tip: Așezare)                     | sat Vadu, comuna Corbu                                   | Ghiaur - Chioi    | sec. XVI - XVIII                  |            |                                               | Încărcați imagine | Raportați eroare |
| 61540.01.03 (Cod LMI: CT-I-m-B-02773.03) | Situl arheologic de la Vadu - "Ghiaur - Chioi" / ansamblu anonim (Categorie: locuire civilă) (Tip: Necropolă)                   | sat Vadu, comuna Corbu                                   | Ghiaur - Chioi    | sec. XVI - XVIII                  |            |                                               | Încărcați imagine | Raportați eroare |
| 61540.01.04 (Cod LMI: CT-I-m-B-02773.04) | Situl arheologic de la Vadu - "Ghiaur - Chioi" / ansamblu anonim (Categorie: locuire civilă) (Tip: Val)                         | sat Vadu, comuna Corbu                                   | Ghiaur - Chioi    | sec. VI - IV a. Chr.              |            |                                               | Încărcați imagine | Raportați eroare |
| 61540.02.01 (Cod LMI: CT-I-s-B-02774)    | Cetatea Karaharman de la Vadu / ansamblu Cetatea Karaharman (Categorie: locuire civilă) (Tip: Cetate)                           | sat Vadu, comuna Corbu                                   |                   | sec. XVII - XIX                   |            |                                               | Încărcați imagine | Raportați eroare |
| 61540.03.01 (Cod LMI: CT-I-s-B-02775)    | Așezarea rurală romană de la Vadu - "Pepiniera" / ansamblu anonim (Categorie: locuire civilă) (Tip: Așezare rurală)             | sat Vadu, comuna Corbu                                   | Pepiniera         | sec. II - III                     |            |                                               | Încărcați imagine | Raportați eroare |
| 61540.04.01 (Cod LMI: CT-I-s-B-02776)    | Vicus Celeris de la Vadu / ansamblu Vicus Caleris (Categorie: locuire civilă) (Tip: Așezare rurală)                             | sat Vadu, comuna Corbu                                   |                   | sec. II - IV                      |            |                                               | Încărcați imagine | Raportați eroare |
| 61540.05.01 (Cod LMI: CT-I-s-B-02777)    | Așezarea romană de la Vadu / ansamblu anonim (Categorie: locuire civilă) (Tip: Așezare)                                         | sat Vadu, comuna Corbu                                   |                   | sec. II - IV                      |            |                                               | Încărcați imagine | Raportați eroare |
| 61540.06.01 (Cod LMI: CT-I-m-B-02778.02) | Așezarea romană și romano-bizantină de la Vadu - "Bardalia" / ansamblu anonim (Categorie: locuire civilă) (Tip: Așezare)        | sat Vadu, comuna Corbu                                   | Bardalia          | sec. II - IV                      |            |                                               | Încărcați imagine | Raportați eroare |
| 61540.06.02 (Cod LMI: CT-I-m-B-02778.01) | Așezarea romană și romano-bizantină de la Vadu - "Bardalia" / ansamblu anonim (Categorie: locuire civilă) (Tip: Așezare)        | sat Vadu, comuna Corbu                                   | Bardalia          | sec. IV - VI                      |            |                                               | Încărcați imagine | Raportați eroare |
| 60678.01.01 (Cod LMI: CT-I-m-B-02779.02) | Situl arheologic de la Vama Veche / ansamblu anonim (Categorie: locuire civilă) (Tip: Locuire)                                  | sat Vama Veche, comuna Limanu                            |                   | greacă sec. III - I a. Chr.       |            |                                               | Încărcați imagine | Raportați eroare |
| 60678.01.02 (Cod LMI: CT-I-m-B-02779.01) | Situl arheologic de la Vama Veche / ansamblu anonim (Categorie: locuire civilă) (Tip: Locuire)                                  | sat Vama Veche, comuna Limanu                            |                   | sec. I - III                      |            |                                               | Încărcați imagine | Raportați eroare |
| 60990.01.01 (Cod LMI: CT-I-m-A-02780.02) | Necropola romană de la Vârtop / ansamblu anonim (Categorie: descoperire funerară) (Tip: Necropolă tumulară)                     | sat Vîrtop, comuna Albești                               |                   | sec. I - III                      |            | 43°49′37″N 28°23′31″E / 43.82695°N 28.39194°E | Încărcați imagine | Raportați eroare |
| 60990.01.02 (Cod LMI: CT-I-m-A-02780.01) | Necropola romană de la Vârtop / ansamblu Mormântul hypogeu (Categorie: descoperire funerară) (Tip: Mormânt)                     | sat Vîrtop, comuna Albești                               |                   | sec. I - III                      |            | 43°49′37″N 28°23′31″E / 43.82695°N 28.39194°E | Încărcați imagine | Raportați eroare |
| 62752.01.01                              | Apeductul de la Veteranu / ansamblu anonim (Categorie: transport-comunicații) (Tip: Apeduct)                                    | sat Veteranu, comuna Peștera                             |                   | sec. I - III                      |            |                                               | Încărcați imagine | Raportați eroare |
| 60874.02.01                              | Situl arheologic Latene de la Valea Dacilor / ansamblu anonim (Categorie: așezare) (Tip: Așezare)                               | localitate componentă Valea Dacilor, municipiul Medgidia |                   | greco-getică                      | 1957       |                                               | Încărcați imagine | Raportați eroare |
| 60874.02.02                              | Situl arheologic Latene de la Valea Dacilor / ansamblu anonim (Categorie: așezare) (Tip: Mormânt)                               | localitate componentă Valea Dacilor, municipiul Medgidia |                   |                                   | 1957       |                                               | Încărcați imagine | Raportați eroare |
| 61791.01                                 | Situl arheologic Latene de la Văleni (Categorie: așezare) (Tip: așezare și necropolă)                                           | sat Văleni, comuna Dobromir                              |                   | 300-250 a. Chr                    |            |                                               | Încărcați imagine | Raportați eroare |
| 61791.01.01                              | Situl arheologic Latene de la Văleni / ansamblu anonim (Categorie: așezare) (Tip: Așezare)                                      | sat Văleni, comuna Dobromir                              |                   | 300-250 a. Chr                    |            |                                               | Încărcați imagine | Raportați eroare |
| 61791.01.02                              | Situl arheologic Latene de la Văleni / ansamblu anonim (Categorie: așezare) (Tip: Mormânt)                                      | sat Văleni, comuna Dobromir                              |                   |                                   |            |                                               | Încărcați imagine | Raportați eroare |
| 63134.04.01                              | Așezarea Latene de la Valul lui Traian / ansamblu anonim (Categorie: locuire) (Tip: Așezare)                                    | sat Valu lui Traian, comuna Valu lui Traian              |                   | sec. IV- III a. Chr               |            |                                               | Încărcați imagine | Raportați eroare |
| 62011.01.01                              | Necropola de la Viile-D-aia parte / ansamblu anonim (Categorie: descoperire funerară) (Tip: Necropolă de incinerație)           | sat Viile, comuna Ion Corvin                             | D-aia parte       | geto-dacică sec. IV a. Chr        | 1986       |                                               | Încărcați imagine | Raportați eroare |
| 62011.02                                 | Situl medieval de la Viile / ansamblu anonim (Categorie: neprecizată)                                                           | sat Viile, comuna Ion Corvin                             |                   |                                   |            |                                               | Încărcați imagine | Raportați eroare |
| 62011.02.01                              | Situl medieval de la Viile / ansamblu anonim (Categorie: neprecizată) (Tip: neprecizat)                                         | sat Viile, comuna Ion Corvin                             |                   |                                   |            |                                               | Încărcați imagine | Raportați eroare |
| 61050.01.01                              | Complexul rupestru de la Vlahii - Lacului Vederoasa / ansamblu anonim (Categorie: construcție de cult) (Tip: Ansamblu rupestru) | sat Vlahii, comuna Aliman                                | Lacului Vederoasa |                                   |            |                                               | Încărcați imagine | Raportați eroare |
| 61050.02.01                              | Așezarea medievală de la Vlahii / ansamblu anonim (Categorie: așezare) (Tip: Așezare)                                           | sat Vlahii, comuna Aliman                                |                   | se. IX-XI d.Hr.                   |            | 44°11′22″N 27°51′45″E / 44.18948°N 27.86243°E | Încărcați imagine | Raportați eroare |
| 62752.02.01                              | Situl arheologic de la Veteranu / ansamblu anonim (Categorie: așezare) (Tip: Așezare)                                           | sat Veteranu, comuna Peștera                             |                   | Gumelnița                         |            | 44°09′20″N 28°07′37″E / 44.15556°N 28.12694°E | Încărcați imagine | Raportați eroare |
| 62752.02.02                              | Situl arheologic de la Veteranu / ansamblu anonim (Categorie: așezare) (Tip: Așezare)                                           | sat Veteranu, comuna Peștera                             |                   |                                   |            | 44°09′20″N 28°07′37″E / 44.15556°N 28.12694°E | Încărcați imagine | Raportați eroare |
| 62690.01.01                              | Așezarea elenistică de la Vânători / ansamblu anonim (Categorie: locuire) (Tip: Așezare)                                        | sat Vânători, comuna Pecineaga                           |                   | elenistică                        |            | 43°52′35″N 28°31′31″E / 43.87639°N 28.52528°E | Încărcați imagine | Raportați eroare |